# ヨエイ・ディドゥリツァ
ヨセフ・アントニ・"ヨエイ"・ディドゥリツァ（Joseph Anthony "Joey" Didulica, 1977年10月14日- ）は、オーストラリア・ジーロング出身の元サッカー選手。元クロアチア代表。現役時代のポジションはゴールキーパー。ジョーイ・ディドゥリカとも表記される。

## 経歴

### クラブ
ダルマチア地方ザダルにあるPoličnikからオーストラリア移住したクロアチア人の父ルカ (Luka) とクロアチア系オーストラリア人の母メアリー (Mary) の下でジーロングに生まれたディドゥリツァは、主にクロアチア系オーストラリア人で構成されるノース・ジーロング・ウォーリアーズ (en) でキャリアを始め、1996年に同移民で構成されるメルボルン・ナイツFC (en) と契約し、1999年まで在籍した。
その後は、オランダ1部の名門アヤックス・アムステルダムと契約するも、主に控えGKとしての状態が続き、また、2001年から数ヶ月間に期限付き移籍したジュピラーリーグのKFCジェルミナル・ベールスホットでも出場機会は限られていた。2003年から3季在籍したFKアウストリア・ウィーンで地位を確立することに成功していたが、2005年5月にSKラピード・ウィーンとのウィーナー・ダービーで相手選手のアクセル・ラバレー (de) に対してのタックルで怪我を負わせた行為が過失として、2006年4月24日にオーストリアの裁判所から6万ユーロの罰金を言い渡された。2007年6月にウィーンの高等裁判所に下級裁判所の判決を控訴し無罪となった。
2006年にオランダへ戻りAZアルクマールと契約後も引き続き守護神として7試合に出場していたが、2006年10月のPSVアイントホーフェン戦でPSVのオーストラリア代表ジェイソン・クリナが至近距離でシュートしたボールを頭部に受けたことで脳震盪を起こし、それが原因で長期間の離脱を余儀なくされた。2008年まで出場することが叶わず、復帰後の2009年4月に古巣アヤックス戦でも同様の怪我を負い、今度は頭部と首の手術を受けることになった。さらなる頭部への負傷を避けるため、2011年10月11日に現役引退を表明した。

### 代表
2000年にシドニーオリンピックへ向けた一員としてU-23オーストラリア代表に招集されたが、怪我により辞退することとなった その後、フランク・ファリーナ監督率いるオーストラリアA代表に招集されなかったため、2004年に両親のルーツであるクロアチアでプレイすることを決意。
同年3月のトルコ戦でクロアチア代表に初招集され（怪我により辞退）、4月28日にスコピエで行われたマケドニア戦でクロアチア代表として初出場を飾った。UEFA EURO 2004の一員に選出されるも、第2GKのため出場することはなかった。また、2006 FIFAワールドカップ・ヨーロッパ予選と2006 FIFAワールドカップの一員だったが、予選全10試合中8試合をトミスラヴ・ブティナ (en) 、残り2試合と本大会全3試合をスティペ・プレティコサが務めたため、こちらでも出場することはなく、同大会終了後にクラブの方に集中したいとのことから代表引退を表明。2004年から2006年に招集されている間に公式戦での出場はなく、マケドニア戦、韓国戦、台湾戦、オーストリア戦との親善試合のみの4試合に出場した。

## 私生活
兄のジョン (John)  は、元サッカー選手にして弁護士でメルボルン・ハートFCのオペレーションマネージャーを務めている。また、かつてオーストラリア・プロ選手協会のCEOだった。
2006年1月にディドゥリツァは、婚約者のケイト (Kate) と結婚しており、娘と息子を授かった。

## 代表歴

### 出場大会
- クロアチア代表
  - 2006 FIFAワールドカップ

### 試合数
- 国際Aマッチ 4試合 0得点（2004年-2006年）[8]

| クロアチア代表 | 国際Aマッチ | 国際Aマッチ |
| 年             | 出場        | 得点        |
| -------------- | ----------- | ----------- |
| 2004           | 1           | 0           |
| 2005           | 0           | 0           |
| 2006           | 3           | 0           |
| 通算           | 4           | 0           |

## タイトル
クラブ
アヤックス・アムステルダム
- エールディヴィジ : 2001-02

FKアウストリア・ウィーン
- ブンデスリーガ : 2005-06
- オーストリア・カップ : 2004-05, 2005-06

AZアルクマール
- エールディヴィジ : 2008-09
- ヨハン・クライフ・スハール : 2009